# Beck's
Brauerei Beck GmbH & Co. KG, mai cunoscută sub numele de Beck's, este o companie germană producătoare de bere, fondată în 1873 și cu sediul actual în orașul Bremen din nordul Germaniei. Compania germană a fost achiziționată în vara anului 2001 de concernul belgian Interbrew pentru 1,58 miliarde de euro (3,5 miliarde de mărci); ea era la acea vreme al patrulea cel mai mare producător de bere din Germania.
Interbrew a fuzionat în anul 2004 cu compania braziliană Ambev⁠(d) și a format concernul InBev; la rândul său, InBev a achiziționat în anul 2008 compania producătoare de bere americană Anheuser-Busch și a format o nouă companie denumită Anheuser-Busch InBev, care a devenit cel mai mare producător de bere din lume. În urma acestei consolidări de afaceri, marca Beck's a devenit una dintre cele peste 200 de mărci ale concernului multinațional și una dintre cele trei mărci premium globale, alături de Stella Artois și Budweiser⁠(d). Berea Beck’s este produsă în prezent în 15 fabrici, inclusiv la St. Louis (SUA), de la începutul anului 2012, și a ajuns să fie vândută în peste 130 de țări. În anul 2012 ea s-a clasat pentru a șase oară consecutiv pe locul 1 în clasamentul celor mai puternice mărci de bere din Germania, potrivit studiului „Brand Monitor Beer 2012”.
Eticheta ambalajelor de bere Beck’s conține începând din 1877 cele două medalii de aur obținute la expozițiile internaționale de la Bremen (1874) și Philadelphia (1876) și cheia de pe stema orașului hanseatic Bremen⁠(d), făcând ca berea Beck’s să fie poreclită „Schlüsselbier” („berea cu cheie”). Ca urmare a faptului că Primăria orașului Bremen nu a vrut să fie asociată cu producția de alcool, compania Beck & Co. a înregistrat în anul 1884 o etichetă ovală ce conține o cheie, care are o formă diferită de cea de pe stema orașului și este orientată spre dreapta.
Berea Beck’s (comercializată de obicei în sticle verzi) este considerată în prezent unul dintre cele trei simboluri culturale ale orașului Bremen, alături de muzicanții din basmul fraților Grimm și de clubul de fotbal Werder Bremen.

## Istoric

### Fondare

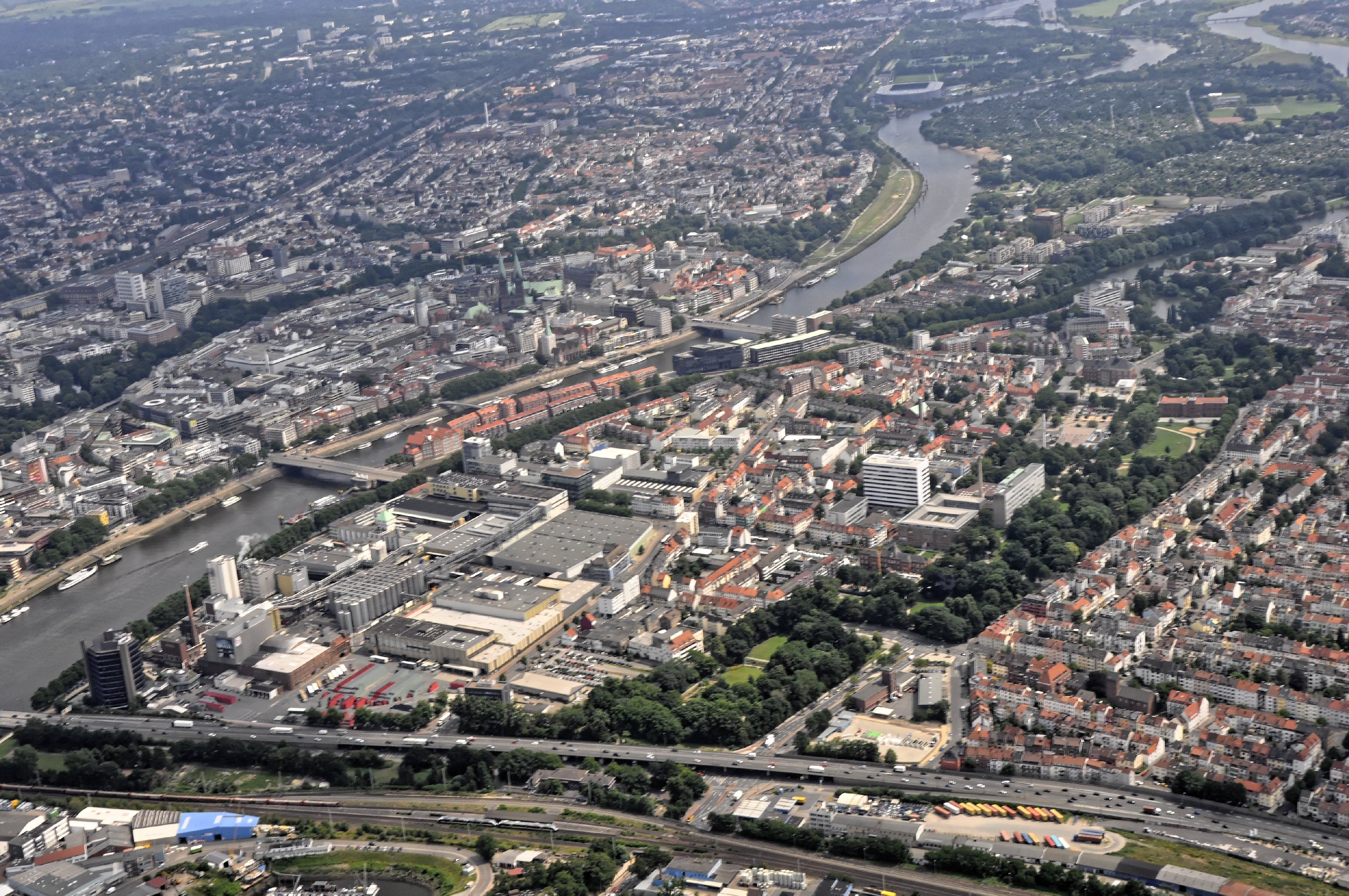
Fabrica de bere din Bremen văzută de sus

Meșterul berar Heinrich Beck a fondat la 27 iunie 1873, împreună cu antreprenorul Lüder Rutenberg (fostul patron al companiei St. Pauli-Brauerei⁠(d)) și cu agentul comercial Franz Gustav Thomas May (fostul procurist al St. Pauli-Brauerei), compania Kaiserbrauerei Beck & May o.H.G., care a cumpărat clădirea fabricii falimentare Neustadts-Aktien-Brauerei. Berea Kaiserbrauerei a început să fie vândută începând din aprilie 1874 în sticle verzi suflate manual către restaurantele din zona Bremenului și în același an a fost distinsă cu o medalie de aur pentru cea mai bună bere de către prințul moștenitor Frederic, viitorul rege al Prusiei și împărat al Germaniei (1888) la Expoziția Internațională de Agricultură de la Bremen.
Thomas May a ieșit din afacere la 1 octombrie 1875, în urma unui conflict de afaceri cu Beck, care, potrivit prevederilor acordului contractual, a trebuit soluționat de Rutenberg. Compania a fost redenumită „Kaiserbrauerei Beck & Co.”, ca urmare a faptului că Rutenberg nu a fost interesat să-și includă numele în denumirea companiei. Acțiunile lui May au fost preluate de Johann Marwede, ginerele lui Lüder Rutenberg, proprietarul unei agenții comerciale. Prin implicarea noului partener, a fost organizat în anul 1875 un prim transport de bere către Indiile de Est Olandeze prin portul Bremerhaven. Compania a obținut astfel în acel an un profit de 60.000 de mărci.
Schimbarea partenerilor a generat unele mutări strategice: astfel, Heinrich Beck a renunțat să se mai implice în activitatea comercială a companiei pentru a se concentra asupra activității de producție. Această decizie strategică s-a dovedit curând a avea mare succes. Eliberat de o parte a sarcinilor administrative, Beck a dezvoltat în anul 1876 o bere în stil pilsner (o bere de fermentație inferioară), care putea fi păstrată proaspătă o perioadă de timp mai îndelungată (luni de zile), fiind astfel ideală pentru transportul maritim peste ocean. Succesul berii pilsner a companiei Beck a fost confirmat în anul 1876 prin obținerea premiului I și a medaliei de aur pentru „cea mai bună bere continentală” (europeană) la Expoziția Centenară de la Philadelphia⁠(d). Cele două medalii și cheia de pe stema orașului hanseatic Bremen⁠(d) au fost incluse un an mai târziu pe eticheta sticlei de bere Beck’s, făcând ca berea Beck’s să fie poreclită „Schlüsselbier” („berea cu cheie”) în țări ca Indonezia și Singapore.
Berea pilsner produsă de Kaiserbrauerei Beck & Co. a obținut, de asemenea, locul I la expozițiile internaționale în anii următori, ceea ce i-a consolidat reputația și a stat la baza creșterii cererii. Heinrich Beck a murit în anul 1881, iar, după moartea sa, cumnatul său, Friedrich Spiegel, a preluat atribuțiile sale în cadrul fabricii de bere.

### Dezvoltarea ulterioară

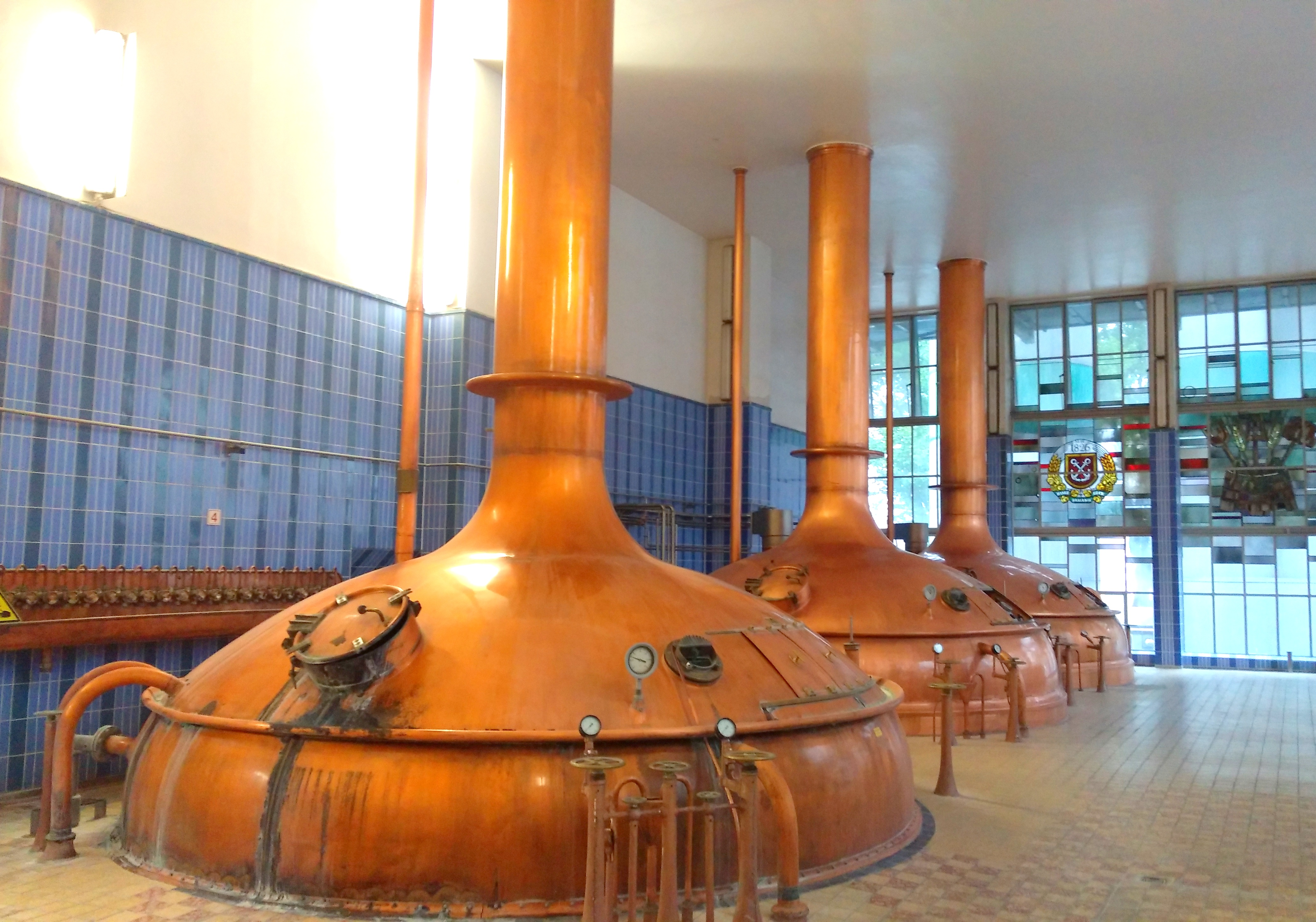
Cazane de fierbere a mustului de bere cu hamei în fabrica din Bremen

În anul 1882, la un an după moartea lui Beck, Lüder Rutenberg s-a retras de la conducerea fabricii de bere și a predat această funcție ginerelui său, Lambert Leisewitz (1846–1909), soțul fiicei sale, Helene, care a preluat astfel locul lui Johann Marwede, decedat în același an. Leisewitz a implementat o politică de modernizare tehnică a fabricii și în 1884 a înregistrat eticheta ovală cu o cheie orientată spre dreapta, cu o formă diferită de cea de pe stema orașului, din cauza neințelegerilor cu Primăria orașului Bremen, care nu a vrut să fie asociată cu producția de alcool. Exporturile berii au început în anul 1886, atunci când a fost deschisă o linie regulată și rapidă de transport cu vapoarele cu aburi (Reichspostdampferlinie⁠(d)) către Orientul Îndepărtat, principalele destinații ale berii fiind Asia de Est și insulele Sunda. Răcirea berii nu s-a mai realizat începând din 1888 cu gheață naturală, ci cu gheață fabricată la mașină.
După moartea lui Lüder Rutenberg în 1890, compania a devenit Kaiserbrauerei Beck & Co. KG⁠(d). În 1893 a fost înființat un laborator bacteriologic pentru testarea materiilor prime și a berii. La 17 octombrie 1896, Kaiserliche Patentamt⁠(d) (Oficiul Imperial de Brevete) a respins cererea „K. 127/16a Wz.”, depusă acolo la 1 octombrie 1894 de reprezentanții companiei Kaiserbrauerei Beck & Co. pentru înregistrarea mărcii „Pilsener Bier”, deoarece „aceasta conține informații care, în mod evident, nu corespund circumstanțelor reale și creează riscul de a înșela publicul”. Compania a început să se concentreze pe exportul berii, iar în anul 1900 exporta deja o cantitate de 100.000 de hectolitri. La Expoziția Universală de la Paris din 1900, compania Kaiserbrauerei Beck & Co. a fost unul dintre reprezentanții grupului „Industria alimentară germană” (Deutsche Nahrungsmittelindustrie). Australia a devenit cea mai importantă piață internațională în 1906, cu o achiziție anuală de peste 30.000 de cutii. După moartea lui Lambert Leisewitz, conducerea companiei a fost preluată de Hermann Marwede (1878–1959), fiul lui Johann Marwede și nepotul lui Leisewitz, care devenise partener în 1907.
Compania a fost reorganizată în 1909 ca societate în comandită pe acțiuni⁠(d), sub numele Kaiserbrauerei Beck & Co KGaA. Marwede a extins compania în anii următori prin creșterea producției și achiziționarea unor fabrici concurente. Producția totală a depășit 200.000 de hectolitri (20 de milioane de litri) pentru prima dată în 1911. Izbucnirea Primului Război Mondial a dus la scăderea drastică a producției și exportului, iar volumul total de bere produs între anii 1914 și 1918 a fost de numai 100.000 de hectolitri. Fabrica de bere a putut supraviețui în mare parte datorită faptului că a aprovizionat trupele germane.
Consolidarea afacerii s-a făcut prin cumpărarea unor întreprinderi locale rivale: în 1917 a fost achiziționată compania Remmer Brauerei⁠(d), în 1918 au fost preluate majoritatea acțiunilor companiei St. Pauli-Brauerei⁠(d), care era în acea vreme unul dintre cei mai puternici concurenți de pe piața internațională, și în 1921 a cumpărat compania Hemelinger Actien Brauerei⁠(d). În anul 1921 a fost încheiat un contract de parteneriat cu C. H. Haake Brauerei din Bremen, prin care compania Kaiserbrauerei Beck & Co. își păstra afacerile externe și era redenumită „Exportbrauerei Beck & Co.”, în timp ce toate afacerile interne erau transferate către compania nou-înființată „Haake-Beck Brauerei A. G.”. Fabrica Haake-Beck Brauerei urma să-și vândă produsele pe piața internă sub mărcile Haake-Beck⁠(d), Remmer și Hemelinger, în timp ce fabrica Brauerei Beck urma să producă bere pentru export sub marca Beck’s.
Ca urmare a ascensiunii la putere a naziștilor și a apelurilor la boicot împotriva Germaniei, piața de export al berii germane s-a prăbușit începând din 1934. Compania a fost redenumită Beck & Co. AG în anul 1936. Odată cu începerea celui de-al Doilea Război Mondial, exporturile de bere au fost sistate. Volumul total al vânzărilor a scăzut în anul 1939 la 40.400 hectolitri. Fabrica de bere a suferit distrugeri semnificative în urma bombardamentelor din 1944, iar producția de bere a fost întreruptă în 1945.

### Evoluția companiei după 1945

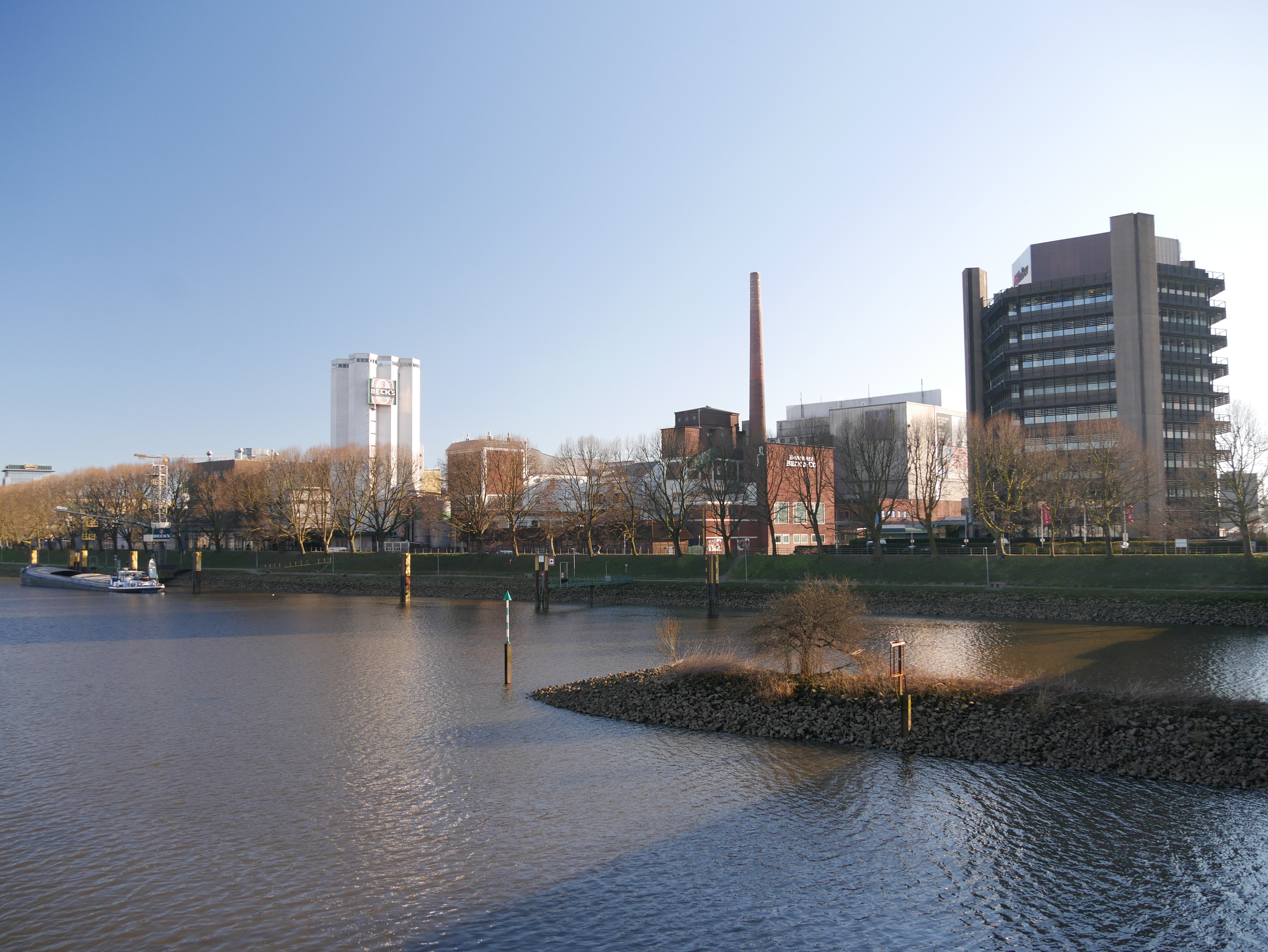
Fabrica de bere de pe malul râului Weser din Bremen

Producția de bere a fost reluată la Bremen abia în anul 1948, iar primele 200 de navete au fost exportate în decembrie 1948 la Bangkok. Berea Beck’s, produsă la Bremen, a fost vândută din nou pe piața germană abia în anul 1949. Patru ani mai târziu, în 1953, a fost construită o fabrică de cutii metalice pentru exporturile către SUA. Prima campanie publicitară la nivel național din revista Der Spiegel s-a desfășurat în 1955 sub sloganul: „(Berea) Beck’s potolește setea bărbaților” („Beck’s löscht Männerdurst”).
Vânzările interne au depășit pentru prima dată 100.000 de hectolitri în 1960, iar în 1964 vânzările interne de 248.242 de hectolitri au fost pentru prima dată mai mari decât vânzările în străinătate de 189.637 de hectolitri. Inițial destinată exportului, berea Beck's a început să se răspândească în anii 1960 tot mai mult pe plan intern, fiind livrată cu camioanele în toate părțile Germaniei. Conducătorii companiei au păstrat sloganul publicitar chiar și după mișcările protestatare de la sfârșitul deceniului, dar în anii 1970 au început să includă femeile în grupul țintă al vânzării de bere și au schimbat sloganul în cel de „(Berea) Beck’s potolește setea cunoscătorilor” („Beck’s löscht Kennerdurst”). Începând din anul 1974 Beck's a devenit disponibilă în Germania ca bere la halbă.
Companiile Beck & Co. și Haake-Beck Brauerei A.G. au fuzionat la 1 octombrie 1981 sub denumirea „Brauerei Beck & Co.”. Vânzările totale au fost în anul 1983 de 2.964.000 de hectolitri, iar exporturile au depășit 1 milion de hectolitri. În anul 1989 Brauerei Beck & Co. a achiziționat un pachet de acțiuni al companiei nord-americane Dribeck Importers, care a fost redenumită „Beck’s North America” în 1998. Statele Unite ale Americii a devenit cea mai mare piață externă a companiei Beck & Co. În 1991, după Revoluția Pașnică⁠(d), Beck & Co. a preluat fabrica de bere Rostocker Brauerei⁠(d). În 1992 a început o colaborare cu compania Golden Key Brewery din sud-estul Chinei, care a construit o nouă fabrică de bere pentru a produce, sub licență, marca de bere Beck's pentru piața chineză. Proprietarul companiei Golden Key Brewery era omul de afaceri indonezian de origine chineză⁠(d) Eddy Tansil⁠(d) (n. 1953), care a mituit autoritățile și a evedat dintr-o închisoare din Jakarta în 1996. Vânzările totale ale companiei Beck & Co. au depășit cinci milioane de hectolitri în 1994. În anul 1993 a fost introdusă pe piață berea Beck's fără alcool. Vânzările totale ale companiei Beck & Co. au depășit cinci milioane de hectolitri în 1994.

### Vânzarea companiei

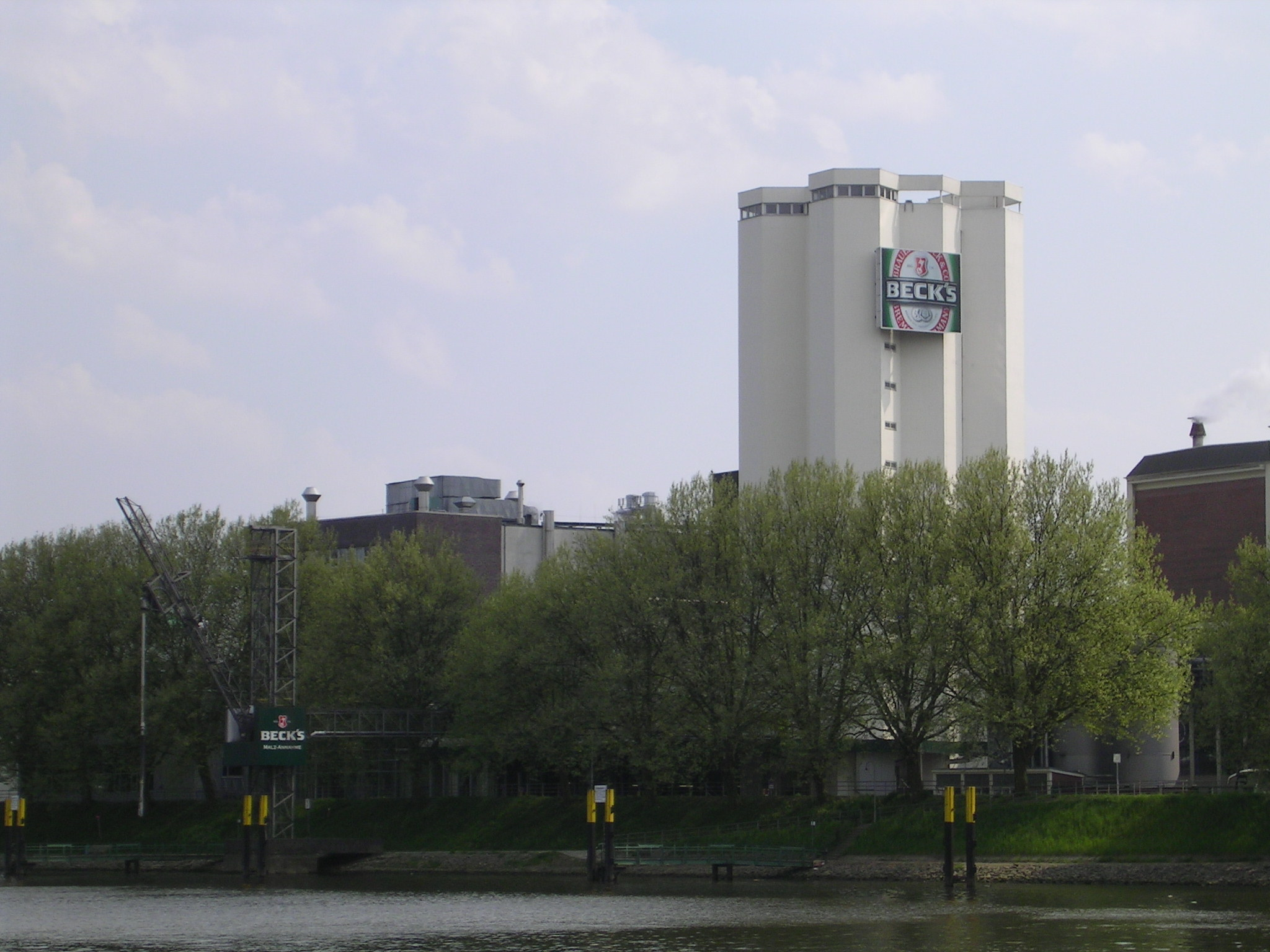
Sediul companiei din Bremen

Compania era deținută la începutul secolului al XXI-lea de 67 asociați comanditari, care au decis să găsească un producător global pentru a continua extinderea mărcii de bere pe piața internațională. Produsele companiei erau exportate în 120 de țări, iar vânzările totale au fost de aproximativ 800 de milioane de dolari în anul 2000. Printre companiile interesate să investească în producătorul german Beck's s-au aflat Anheuser-Busch din Saint Louis (Missouri) și Scottish & Newcastle⁠(d) din Edinburgh (Scoția). În cele din urmă, concernul belgian Interbrew (azi: Anheuser-Busch InBev) a cumpărat compania Beck & Co. în vara anului 2001 pentru un preț de 1,58 miliarde de euro (echivalentul a 3,5 miliarde de mărci).
Interbrew a preluat administrarea companiei germane la 1 februarie 2002 și a instituit o nouă cultură organizațională: unele dintre vechile tradiții au fost abandonate (precum căruța cu butoaie de bere trasă de cai), iar limba engleză a devenit limbă obligatorie. Fuziunea în anul 2004 a concernului Interbrew cu compania braziliană Ambev⁠(d) a dus la formarea concernului InBev și transformarea Interbrew Deutschland în Inbev Deutschland la 1 iulie 2005. În anii următori au fost lansate pe piață o serie de sortimente noi sub eticheta Beck's precum Beck’s Gold și băuturile mixte de bere Beck’s Chilled Orange, Beck's Green Lemon și Beck's Ice (ultima fiind lansată în 2008). Inbev a achiziționat în anul 2008 compania producătoare de bere americană Anheuser-Busch pentru 52 de miliarde de dolari (aprox. 33 de miliarde de euro), noua companie fiind redenumită Anheuser-Busch InBev și devenind cel mai mare producător de bere din lume.
În urma acestei consolidări de afaceri, marca Beck's a devenit una dintre cele peste 200 de mărci ale concernului multinațional și una dintre cele trei mărci premium globale, alături de Stella Artois și Budweiser⁠(d). Anheuser-Busch InBev a investit milioane de euro în extinderea fabricii de bere Beck and Co și în amenajarea unei noi hale logistice. În anul 2012 lucrau aproximativ 1400 de persoane la fabrica de bere din Bremen. În același timp, Anheuser-Busch InBev a vândut în anul 2008 drepturile asupra mărcii Hemelinger către compania angrosistă de băuturi Getränke Ahlers⁠(d) din orașul Achim (Saxonia Inferioară), de lângă Bremen; berea Hemelinger Spezial a fost produsă în continuare timp de trei ani de fabrica de bere Haake-Beck din Bremen până în februarie 2012, când concernul multinațional nu a mai reînnoit contractul, iar Getränke Ahlers a fost nevoit să semneze un nou contract cu Hofbrauhaus Wolters⁠(d) din Braunschweig.

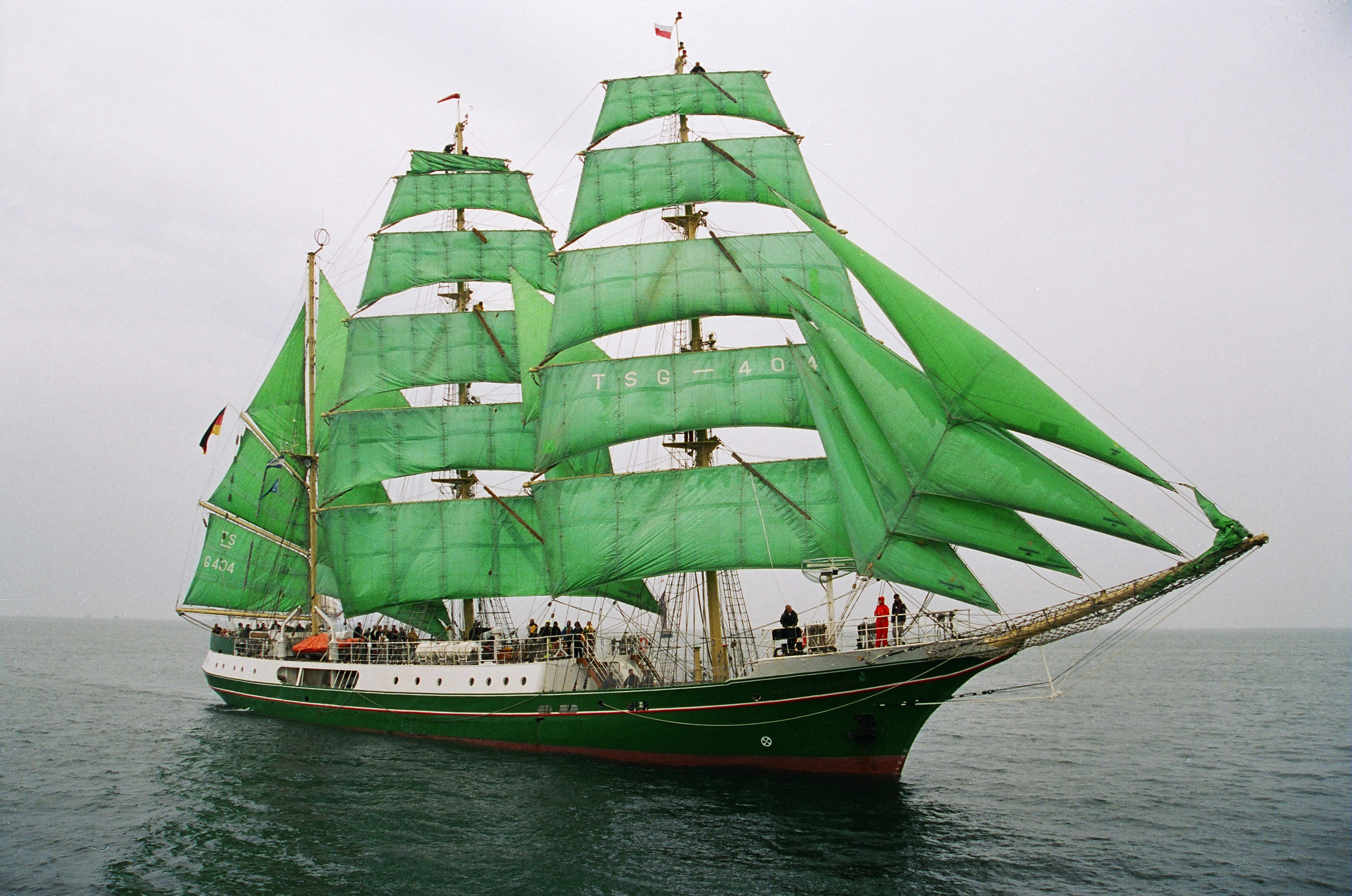
Corabia ' a fost folosită în spoturile publicitare ale berii Beck’s

În ianuarie 2014, Bundeskartellamt (Oficiul Federal de Combatere a Cartelurilor) a aplicat o amendă totală de 106,5 milioane de euro către cinci mari companii producătoare de bere din Germania (Bitburger⁠(d), Krombacher⁠(d), Veltins⁠(d), Warsteiner⁠(d) și Ernst Barre⁠(d)) pentru că au format un cartel⁠(d) și au stabilit prin înțelegeri între ei prețurile berii la halbă și a berii îmbuteliate din 2006 până în 2008. Compania Anheuser-Busch InBev a fost scutită de plata vreunei amenzi deoarece a raportat aceste acorduri (acord de clemență⁠(d)). Producția berii Beck’s a scăzut la 1,8 milioane de hectolitri până în 2017.
Berea Beck’s a fost produsă în acea perioadă în 15 fabrici, inclusiv la St. Louis (SUA), începând din 2012, și a ajuns să fie vândută în peste 130 de țări. În anul 2012 ea s-a clasat pentru a șasea oară consecutiv pe locul 1 în clasamentul celor mai puternice mărci de bere din Germania, potrivit studiului „Brand Monitor Beer 2012”. Au fost lansate în anii următori și alte sortimente de bere precum Beck’s Unfiltered (în 2021), iar în 2023 compania a anunțat că va dezvolta o rețetă de producere a unei beri cu ajutorul inteligenței artificiale, produsul urmând a fi numit Beck’s Autonomous.
Compania germană intenționa să sărbătorească astfel aniversarea a 150 de ani de existență și a apelat la chatbot-ul ChatGPT pentru a produce berea, chatbot-ul luând fiecare decizie de la rețetă până la ambalaj, nume și campania publicitară. Beck’s Autonomous este o bere lager și are sloganul „Berea care s-a făcut singură”. După câteva săptămâni de așteptare, compania a livrat gratuit în septembrie 2023 un lot limitat de 150 de unități Beck’s Autonomous, cu ambalaj futurist, unor degustători pentru a analiza ulterior feedback-ul oferit de aceștia înainte de a decide dacă va lansa noul produs pe scară largă.

## Campanii publicitare
Fabrica de bere Beck's Brauerei a folosit în campaniile sale publicitare velierul cu trei catarge Alexander von Humboldt⁠(d), care a fost construită în anul 1906 și fusese folosită ca navă far⁠(d) în Marea Nordului și Marea Baltică. Corabia a fost preluată în anul 1988 de Deutsche Stiftung Sail Training⁠(d) (DSST) și transformată în navă de agrement, fiindu-i montate pânze verzi. După mai mult de 25 de ani de activitate, ea a fost reamenajată ca navă hotelieră și restaurant și ancorată permanent în Bremen ca atracție turistică.
Compania germană a sponsorizat echipa de formula 1 Jaguar până în 2004 și este un partener activ al clubului de fotbal Werder Bremen, prelungind pentru încă cinci ani contractul de sponsorizare care a expirat în anul 2016. Valoarea contractului de sponsorizare cu Werder Bremen era cuprinsă între 1,5 și 2 milioane de euro pe an, compania Beck's furnizând spectatorilor de pe Weserstadion berea Haake-Beck și fiind prezentă cu reclamele perimetrale pentru berea Beck's. Contractul de sponsorizare cu Werder Bremen a fost prelungit în 2021 pentru încă trei ani.

## Sortimente sub marca Beck’s

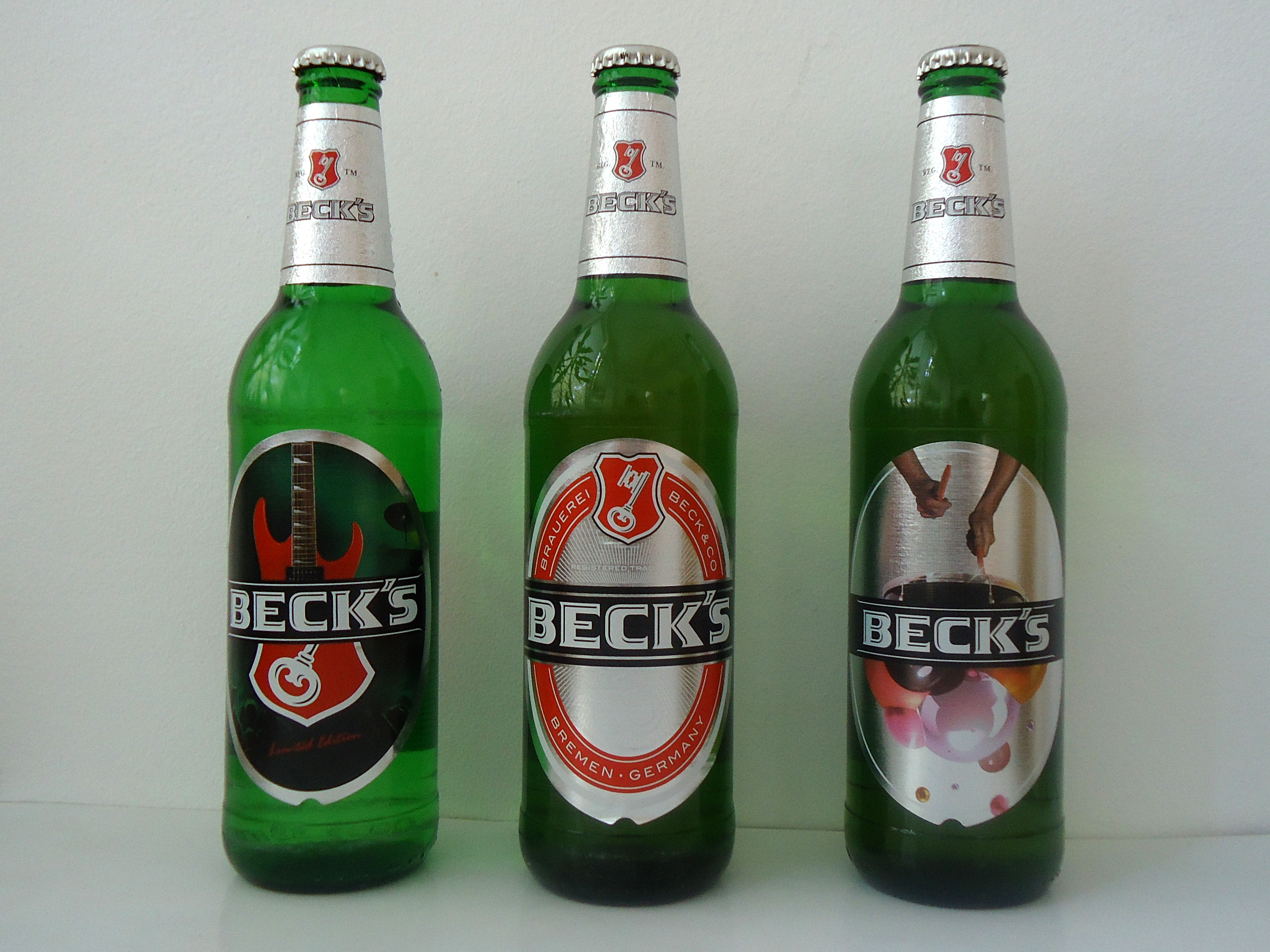
Trei beri Beck's BG

- Beck’s (1873) – bere pilsner cu o culoare deschisă și concentrație alcoolică de 5%
- Beck’s Gold (2008) – bere pilsner ușoară (mai puțin amară), cu o culoare deschisă și concentrație alcoolică de 5%[7]
- Beck’s Unfiltered – bere pilsner nefiltrată cu un aspect tulbure[3]
- Beck’s Blue (1993) – bere cu un conținut scăzut de alcool (0,3%), produsă prin extragerea alcoolului după maturare
- Beck’s Lime – bere pilsner cu aromă de limetă
- Beck’s Green Lemon (2012) – băutură mixtă de bere cu conținut scăzut de alcool (2,5%) și aromă de lămâie[3]
- Beck’s Green Lemon Zero – bere Beck’s Green Lemon fără alcool
- Beck’s Ice – băutură mixtă transparentă de bere cu conținut scăzut de alcool (2,5%) și aromă de limetă și mentă[3]
- Beck’s Summer Holunder – băutură mixtă de bere cu conținut scăzut de alcool (2,5%) și aromă de soc. Câștigătoare a unui concurs pe Facebook,[33] anterior o ediție limitată.
- Beck’s Lemon Brew

Sortimentele 1873 Pils (6,0%), Pale Ale (6,3%) și Amber Lager (5,7%) au fost lansate pe piață în 2015, iar această serie a fost completată în anul următor cu sortimentul Red Ale (4,5%). Acestea nu se mai fabrică în prezent.
Următoarele sortimente sunt produse în SUA și destinate exclusiv pieței americane:
- Beck’s Sapphire – bere pilsner cu 6,0% alcool,
- Beck’s Premier light (2005) – versiunea cu mai puține calorii și cu o concentrație alcoolică de 2,3% a clasicei beri pilsner produsă special pentru piața din SUA

### Ediții limitate
- 2011: Beck’s Black Currant – băutură mixtă de bere cu conținut scăzut de alcool și gust de coacăze negre
- 2012: Beck’s Asia – băutură mixtă de bere cu conținut scăzut de alcool și aromă de ghimbir-grepfrut
- 2013: Beck’s Chili Mango – băutură mixtă de bere cu conținut scăzut de alcool și aromă de mango

### Produse scoase din fabricație
- până în 2011: Beck’s Level 7 – băutură energizantă mixtă de bere cu conținut scăzut de alcool (2,5%) și cofeină
- până în 2012: Beck’s Alkoholfrei – bere fără alcool
- Beck’s Twisted Orange (anterior Beck’s Chilled Orange) – băutură mixtă de bere cu conținut scăzut de alcool (2,5%) și aromă de portocale[7]

### Produse pentru export
- Beck’s Dark – bere lager cu o culoare închisă⁠(d) și cu o concentrație alcoolică de 4,8%
- Beck’s NEXT – bere pilsner slabă într-o sticlă transparentă, similară cu Beck’s Gold
- Beck’s Vier – bere lager ușoară pentru Marea Britanie, Irlanda și Țările de Jos
- Beck’s Oktoberfest – bere Märzen⁠(d), chihlimbarie și mai bogată în malț, cu o concentrație alcoolică de 5,6%; apare ca o ediție specială o dată pe an în lunile septembrie–octombrie

## Galerie

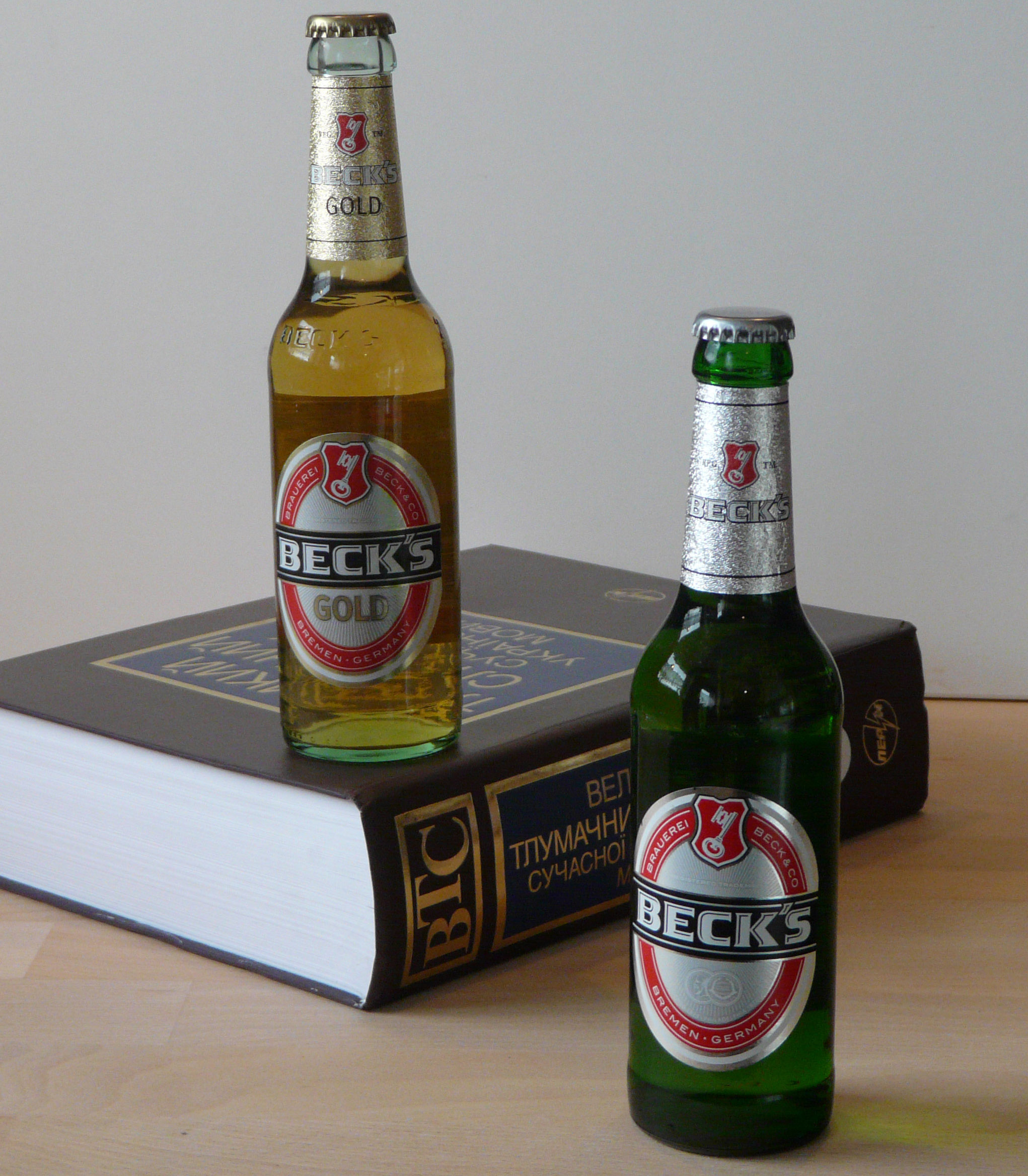
Două sticle de bere Beck’s (Gold și Classic)
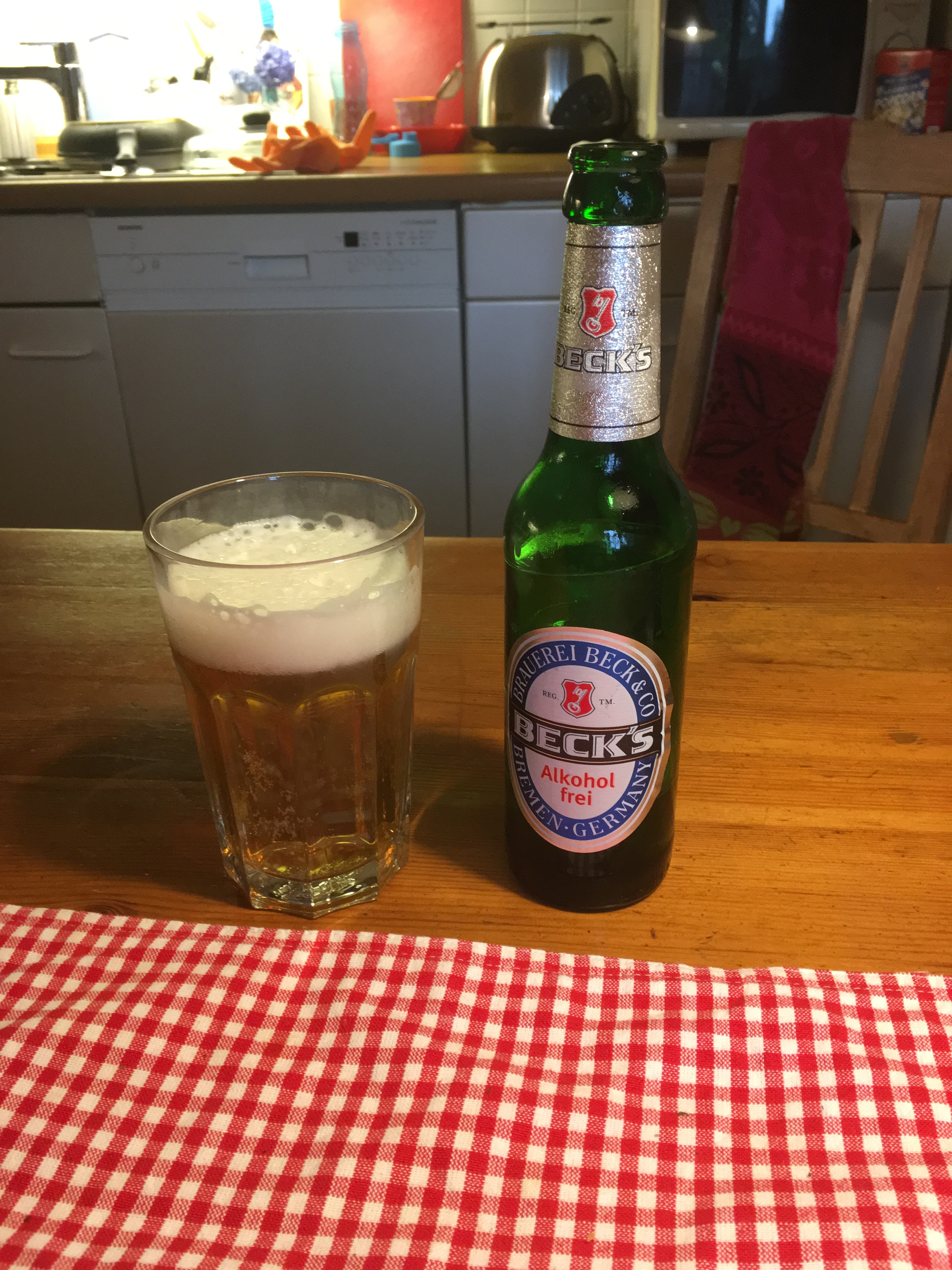
Sortimentul Beck’s Alkoholfrei
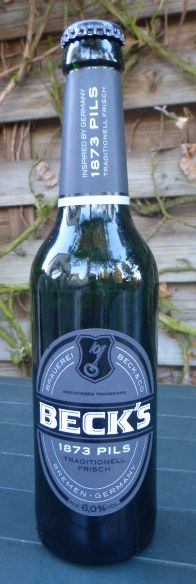
Sortimentul Beck’s 1873 Pils
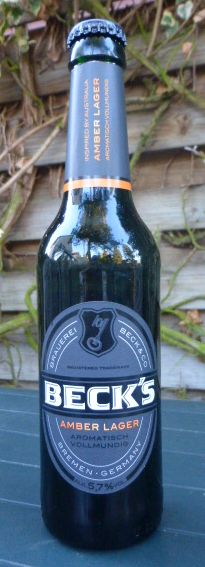
Sortimentul Beck’s Amber Lager
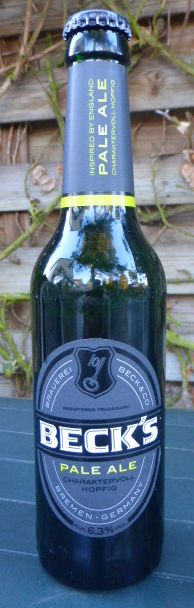
Sortimentul Beck’s Pale Ale
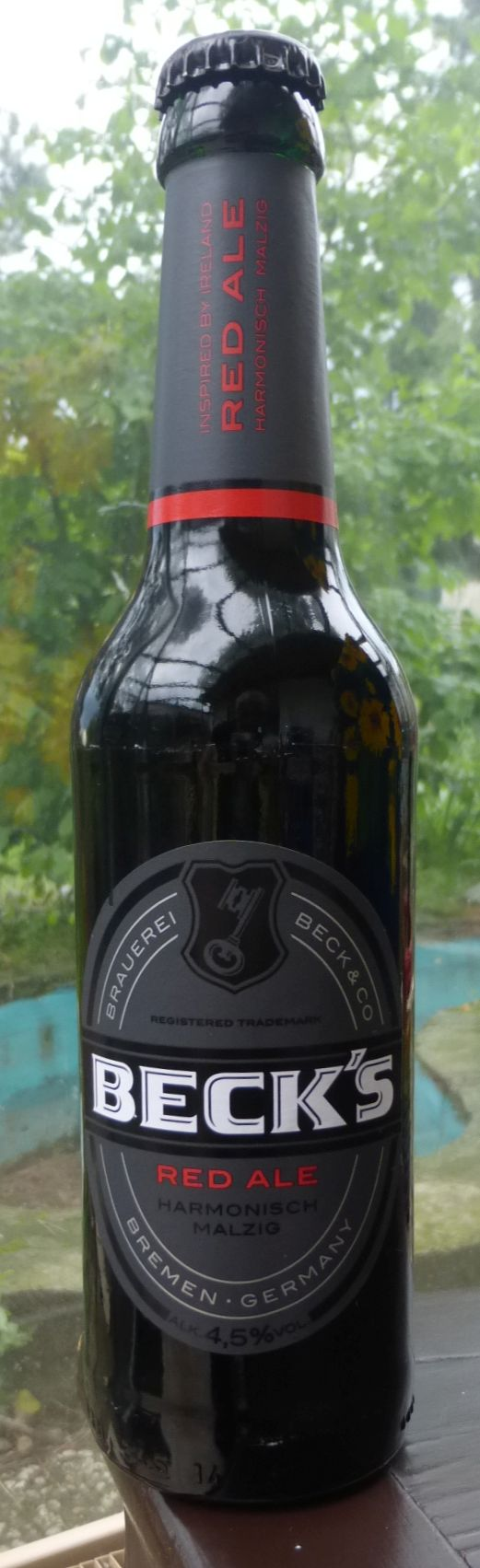
Sortimentul Beck’s Red Ale
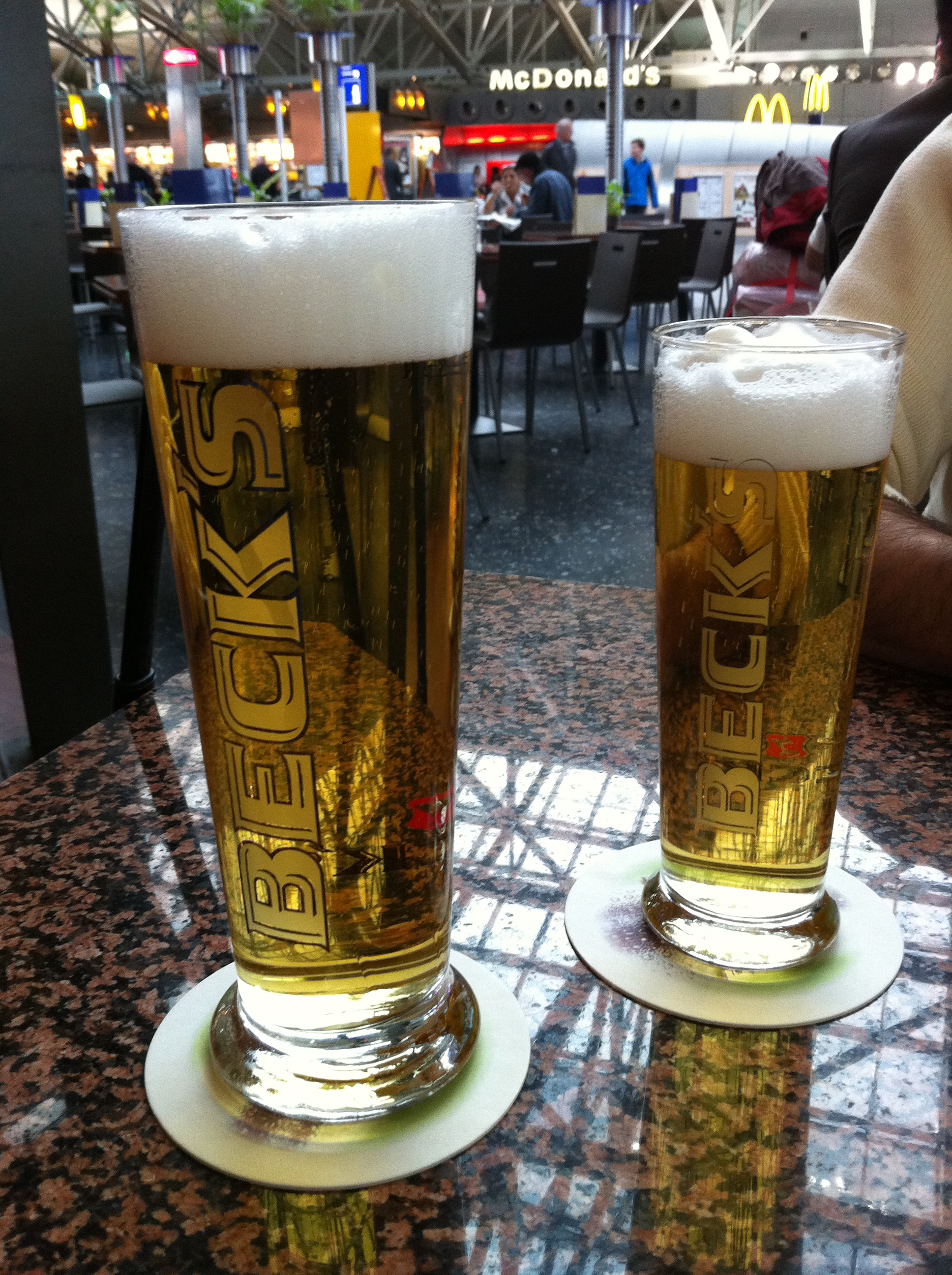
Două pahare cu bere Beck’s
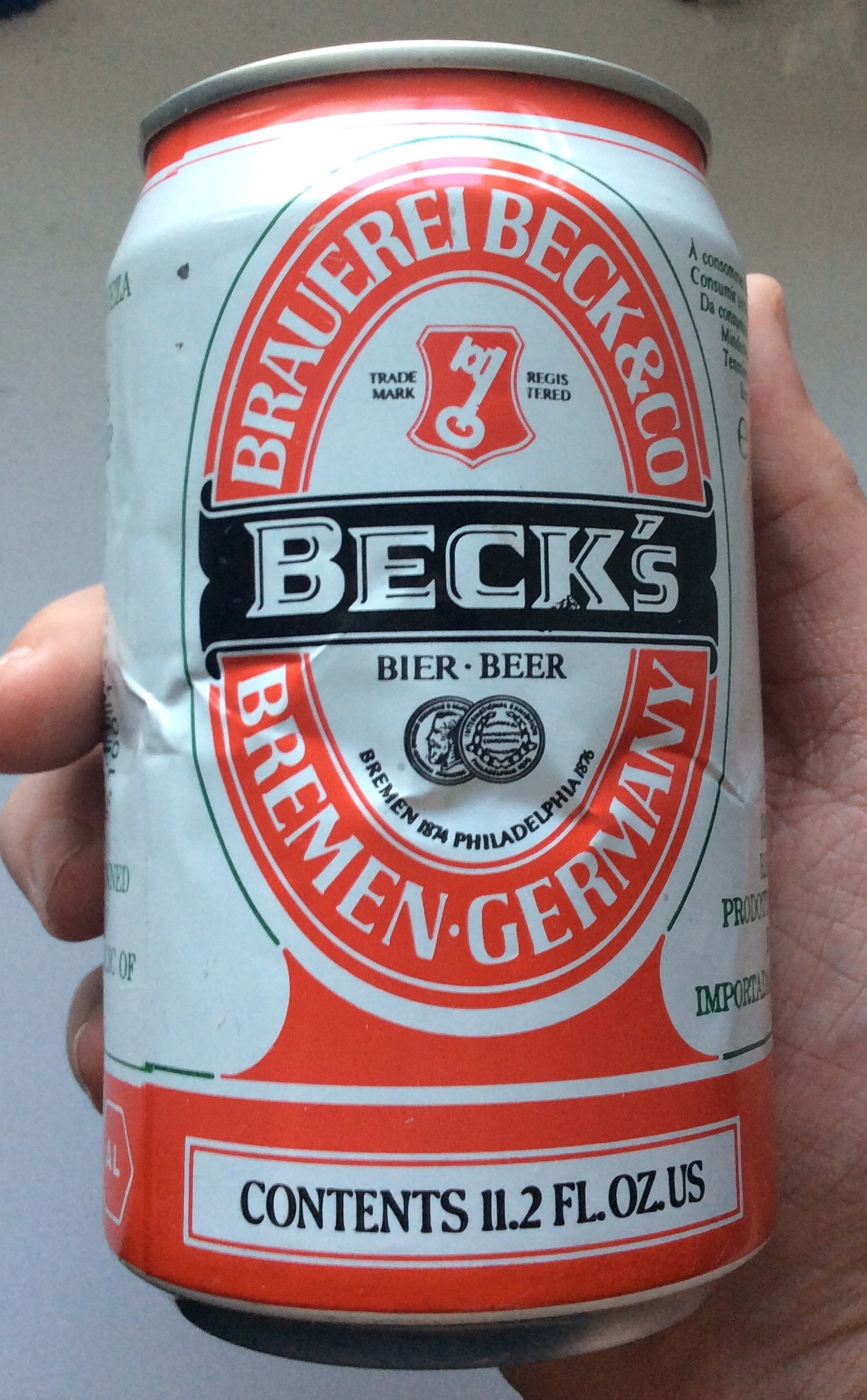
Bere Beck’s la cutie
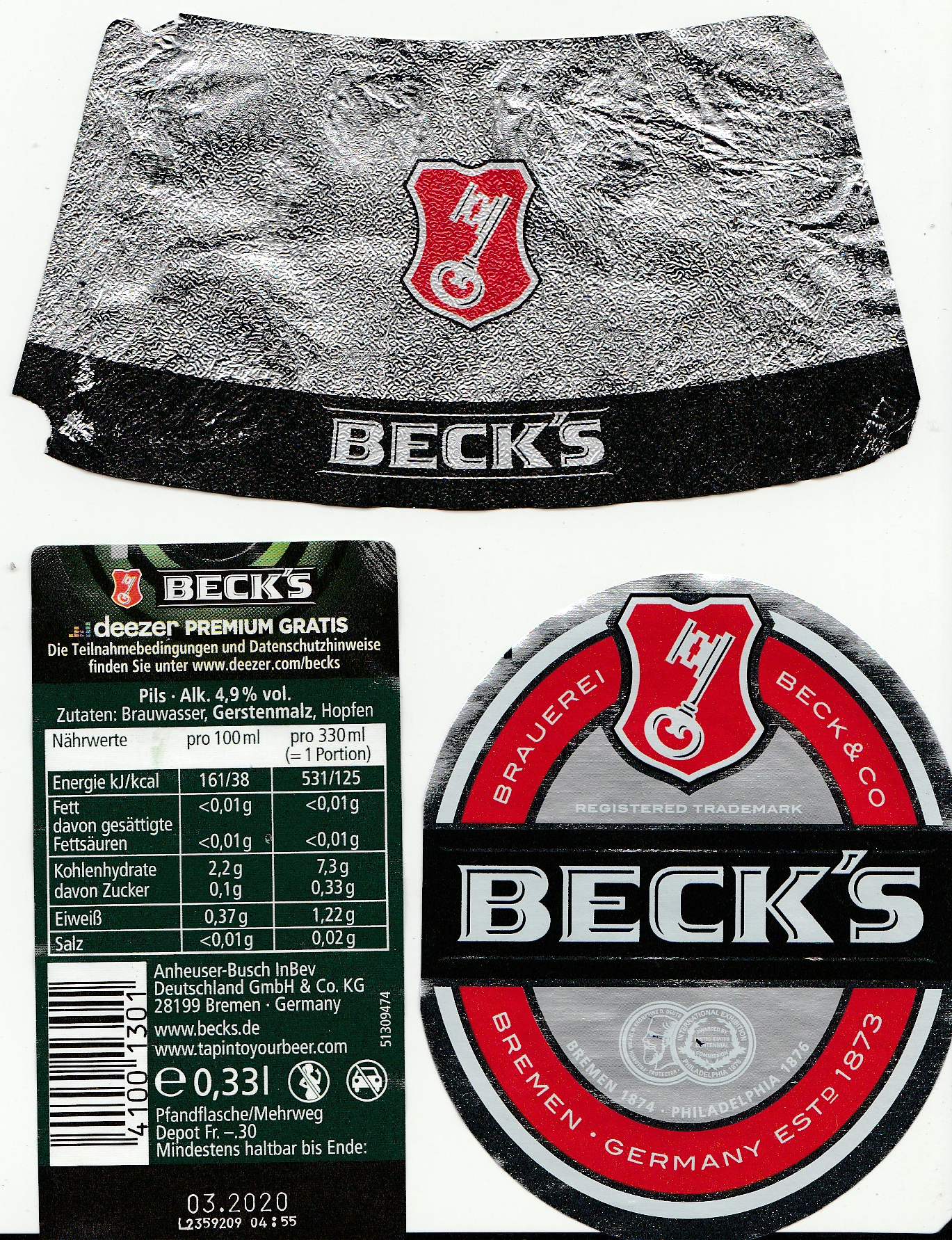
Etichetă de bere Beck’s
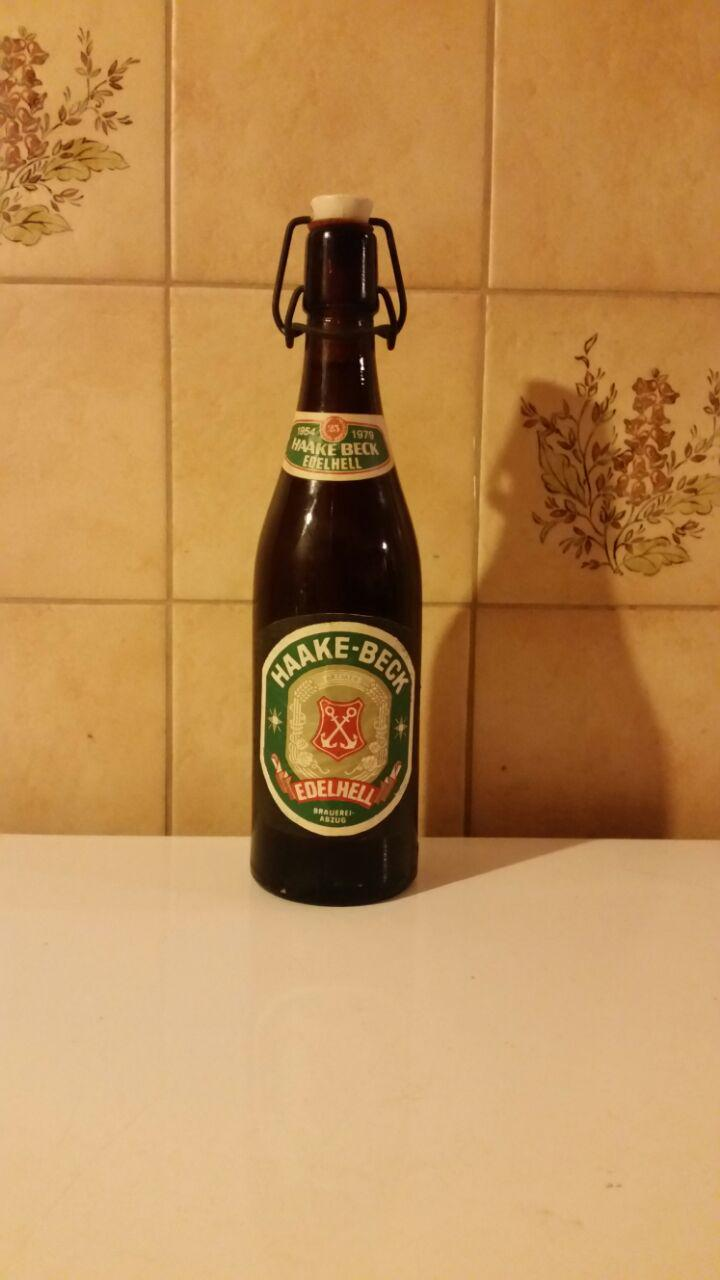
Sticlă de bere Haake-Beck din 1979
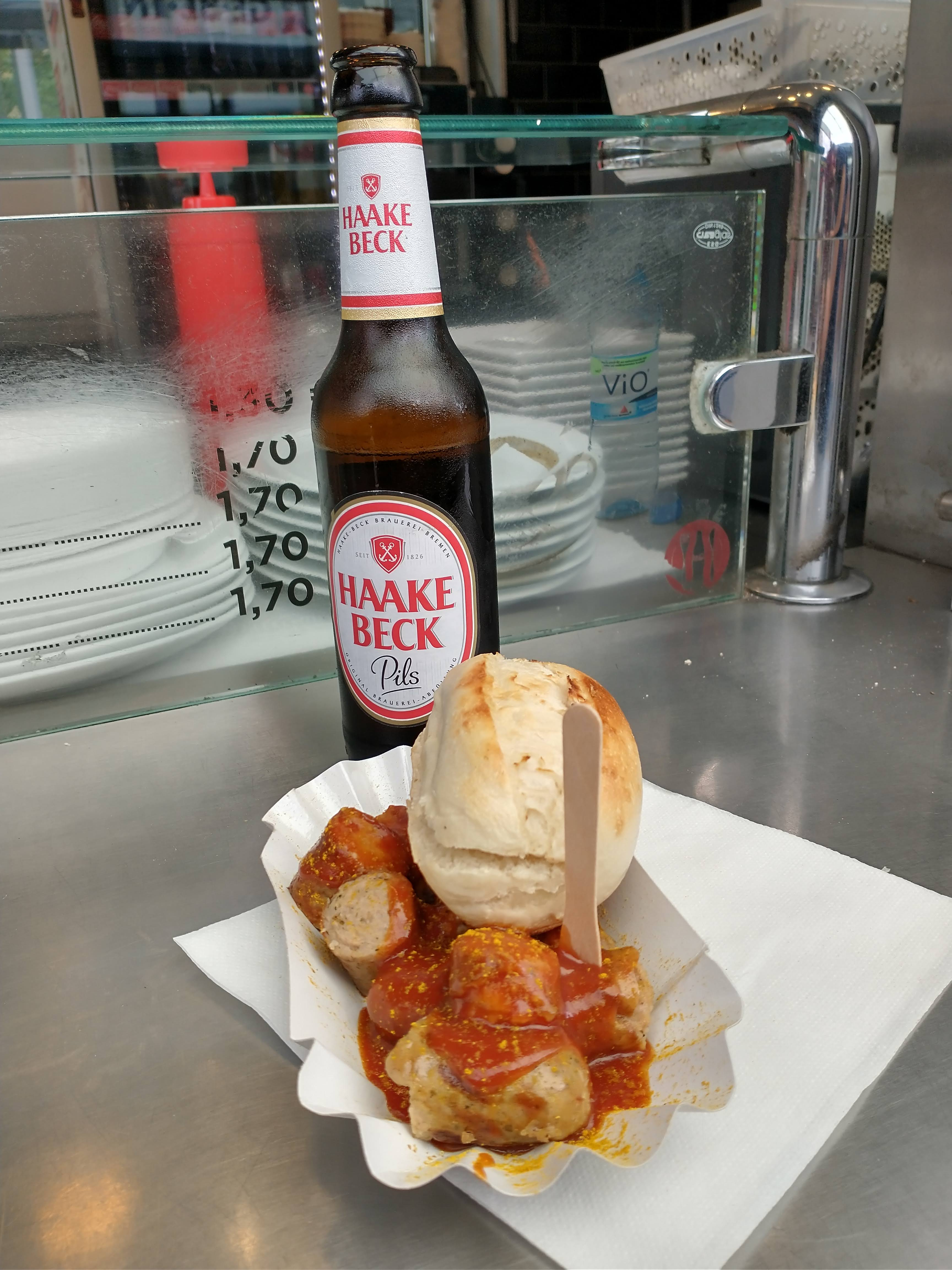
Sticlă de bere Haake-Beck din 2021
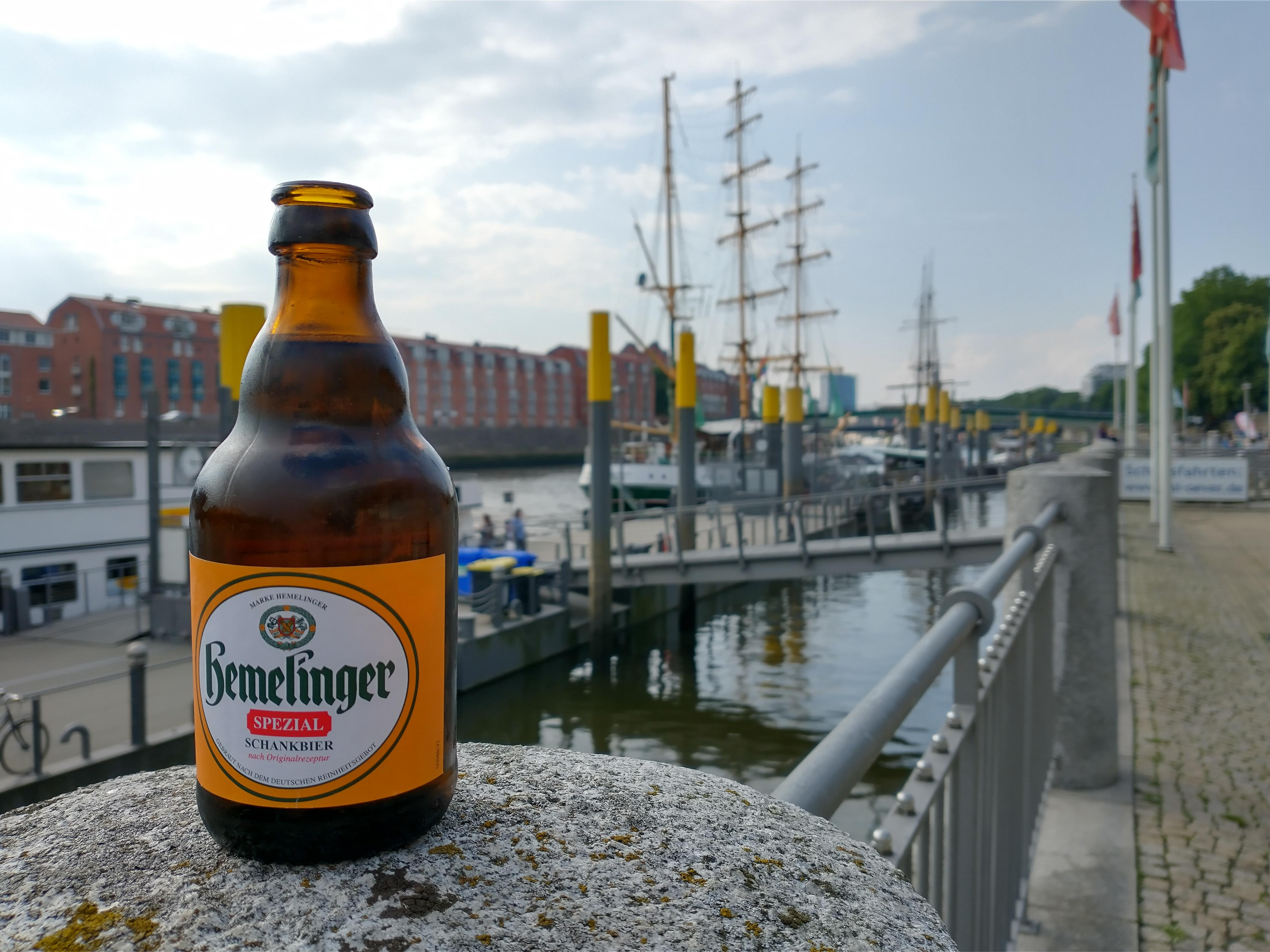
Bere Hemelinger la sticlă
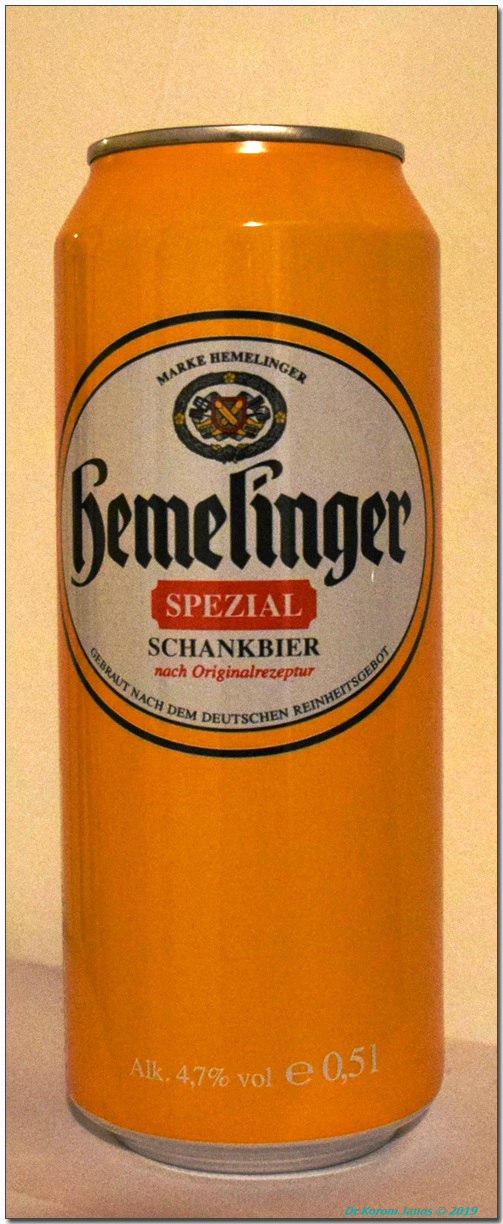
Bere Hemelinger la cutie